# Druglin
Druglin – jezioro w Polsce, położone w województwie warmińsko-mazurskim, w powiecie ełckim, w gminie Ełk, nad miejscowością Rożyńsk.

## Ukształtowanie
Linia brzegowa rozwinięta, w części północnej dwie zatoki. Na jeziorze kilkanaście wysp. Brzegi w większości niskie, miejscami podmokłe, na południu zalesione. Z południowej części jeziora wypływa struga (szlak kajakowy) do jeziora Kraksztyn, a dalej Rostki i Orzysz.

## Dane morfometryczne
Powierzchnia zwierciadła wody według różnych źródeł wynosi od 411,0 ha przez 418,4 ha do 428 ha.
Zwierciadło wody położone jest na wysokości 121,4 m n.p.m. lub 121,1 m n.p.m. Średnia głębokość jeziora wynosi 2,4 m, natomiast głębokość maksymalna 6,4 m.
W oparciu o badania przeprowadzone w 1996 roku wody jeziora zaliczono do III klasy czystości.

## Hydronimia
Według urzędowego spisu opracowanego przez Komisję Nazw Miejscowości i Obiektów Fizjograficznych (KNMiOF) nazwa tego jeziora to Druglin. W różnych publikacjach i na mapach topograficznych jezioro to występuje pod nazwą Drugin Duży lub Rosińsko.